# 石塚堅
石塚 堅（いしづか かたし、1970年9月22日 - ）は、日本の男性声優。大阪府出身。

## 略歴
日本ナレーション演技研究所卒業。
アーツビジョン、トリトリオフィス、アクセントを経て、現在はフリー。
2023年4月4日にX（旧Twitter）を開始。

## 人物
青年らしい情熱のある役を演じる。
趣味は釣り。特技は柔道初段。
資格は普通自動車免許、珠算3級。

## 出演
太字はメインキャラクター。

### テレビアニメ
1996年
- 機動戦艦ナデシコ（軍人）
- るろうに剣心 -明治剣客浪漫譚-（壮士）

1997年
- 金田一少年の事件簿（通行人、男子生徒）
- さくらももこ劇場 コジコジ（1997年 - 1999年、コロ助、みみずく）
- 少女革命ウテナ（山田、男子生徒A、少年B、審判）
- スーパーフィッシング グランダー武蔵（1997年 - 1998年、岩淵湖次郎、服部正次） - 2シリーズ

1998年
- それいけ!アンパンマン（ダイヤ銃士〈3代目〉）
- DTエイトロン（リターナー）
- ビーストウォーズII 超生命体トランスフォーマー（タスマニアキッド）
- ひみつのアッコちゃん（第3作）（男A 他）

1999年
- 神風怪盗ジャンヌ（夏田刑事、悪魔 他）
- こちら葛飾区亀有公園前派出所（1999年 - 2000年、恵比須海老茶、ヤマさん、芋頭）
- コレクター・ユイ（ハンゾウ、係員、浪人 他）
- 週刊ストーリーランド（健太郎、店員）
- 仙界伝 封神演義（崇黒虎）
- デジモンアドベンチャー（バケモン）
- HUNTER×HUNTER（第1作）（ミルキ・ゾルディック）
- 未来少年コナンII タイガアドベンチャー（カメラマン、番組スタッフ 他）

2000年
- GEAR戦士電童（ダン・マクレガー、重機獣エレキデス、重機獣スカッシャー、重機獣アサルトン、機士レッドビット 他）
- デジモンアドベンチャー02（ゴキモン）
- 無敵王トライゼノン（ニュースの声）

2001年
- あぃまぃみぃ!ストロベリー・エッグ（森小路）
- コスモウォーリアー零（兵士、乗組員）

2002年
- ガンフロンティア（町の男、手下、住民）
- 天地無用! GXP（樫村）
- 爆転シュート ベイブレード シリーズ（2002年 - 2003年、技術者B、男1、参謀、レポーター） - 2シリーズ
- ハングリーハート WILD STRIKER（ロドリゴ）
- フォルツァ!ひでまる（清四郎）
- ホイッスル!（井上直樹）

2003年
- L/R -Licensed by Royal-（エージェント）
- 金色のガッシュベル!!（男子生徒）
- SUBMARINE SUPER 99（X-800聴音手、Z型艦聴音手、ヤーナ聴音手、皇帝旗艦士官）
- PAPUWA（ヤマギシくん、忍者トットリ）

2004年
- ジパング（岡村少佐）
- それいけ!ズッコケ三人組（新庄、田中、三田、金田〈大人〉）
- ヒカルの碁スペシャル 北斗杯への道（社清春）
- B-伝説! バトルビーダマン（2004年 - 2005年、Mr.ビーダ、町の人、ブタビーダー、サイ人間） - 2シリーズ
- ファンタジックチルドレン（2004年 - 2005年、研究員(2)、船員、職員）
- 勇午 〜交渉人〜（木村、兵士4）

2005年
- 格闘美神 武龍（2005年 - 2006年、組長） - 2シリーズ

2006年
- 太陽の黙示録（森村秀一郎）

2007年
- 銀魂（2007年 - 2018年、黒駒勝男） - 4シリーズ

2008年
- ポルフィの長い旅（ブルーノ）

2009年
- こんにちは アン 〜Before Green Gables（スコット）
- 戦場のヴァルキュリア（男、男B）

2018年
- BANANA FISH（マービン・クロスビー）

2025年
- ちびまる子ちゃん（リーダー）
- SHIBUYA♡HACHI（会社員、警備員1）

### 劇場アニメ
- 劇場版 天地無用! 真夏のイヴ（1997年）
- ビーストウォーズII 超生命体トランスフォーマー ライオコンボイ危機一髪!（1998年、タスマニアキッド）
- 詩季織々「小さなファッションショー」（2018年、編集長）

### OVA
1995年
- 未来超獣FOBIA（生徒B）

1996年
- Ninja者（ハヤシ）
- 宝魔ハンターライム（警官2、強盗B）

1997年
- 電脳戦隊ヴギィ'ズ★エンジェル（チェスター）
- VS騎士ラムネ&40FRESH（オペレーターB、作業員B）

1998年
- ブラック・ジャック（子分）

2001年
- R.O.D -READ OR DIE-（エリアス）

2002年
- HUNTER×HUNTER（ミルキ・ゾルディック）
- ヤングハーロックを追え! コスモウォーリアー零外伝（ナノルーター）

2003年
- HUNTER×HUNTER GREED ISLAND（ミルキ・ゾルディック）

2004年
- HUNTER×HUNTER G・I Final（ミルキ・ゾルディック）

### Webアニメ
- いくぜっ! 源さん（2008年、大工1、若い衆1、八百屋、CIA〈C〉）

### ゲーム
1995年
- ストリートファイターZERO（リュウ）
- スリップストリーム（スリル）

1996年
- X-MEN VS. STREET FIGHTER（リュウ）
- ストリートファイターEX（リュウ）
- ストリートファイターZERO2（リュウ）
- ストリートファイターZERO2 ALPHA（リュウ）
- NOëL NOT DiGITAL（スターター）
- ファイアーウーマン纏組（住吉丈児）
- ヘヴンズゲート（真堂刃、南部京介、ダルファー）
- 女神異聞録ペルソナ（主人公、稲葉正男）

1997年
- アルナムの翼 焼塵の空の彼方へ（エニクイ）
- グルーヴ オン ファイト 豪血寺一族3（ブリストル）
- ストリートファイターEX plus（リュウ）
- ストリートファイターEX plus α（リュウ）

1998年
- ストリートファイターEX2（リュウ）
- ツアーパーティー 卒業旅行にいこう（天津風達哉）

1999年
- 真・魔装機神 PANZER WARFARE（ベウマー＝クルツ＝バウム）
- ストリートファイターEX2 PLUS（リュウ）

2000年
- さくらももこ劇場 コジコジ（コロ助）
- サモンナイト（ガゼル）
- ストリートファイターEX3（リュウ）

2002年
- TRUE BLUE（上野鳴海）

2003年
- 十二国記 -紅蓮の標 黄塵の路-（東望）

2004年
- 十二国記 -赫々たる王道 紅緑の羽化-（東望）
- 北斗の拳 激打2 〜タイピング覇王〜（サウザー、ヒューイ、ジュウザ 他）

2005年
- 牧場物語 しあわせの詩（主人公〈男〉）

2006年
- サモンナイト4（ガゼル）

2009年
- Persona（主人公、稲葉正男）

2018年
- 銀魂乱舞（黒駒勝男）

### ドラマCD
- ETERAL GUARDIAN〜聖戦士伝説〜（フロスト）
- CDドラマ NaNa（スカウト）
- ストリートファイターEX ドラマCD（リュウ）
- ストリートファイターEX2 ドラマCD（リュウ）
- ときめきメモリアル 旅立ちの詩 so long 〜館林見晴〜（速水保）
- ドラマCD「半分の月がのぼる空 looking up at the half-moon」（世古口司）
- ドラマCD「困った時には星に聞け!」シリーズ（鈴木有朋）

### 吹き替え

#### 実写
- グレート・エスケイプ 大脱走1944（ジェームズ・ルイス〈コーディ・カッシュ〉）

#### 海外アニメ
- ヘラクレス（イシクレス）
- マスク・アニメーション（強盗）

### その他のコンテンツ
- カバヤ 勇者指令ダグオンガムCM
- CRさくらももこ劇場コジコジ2（コロ助）